# Тарас Шевченко. Ідентифікація
«Тарас Шевченко. ІDентифікація» — український документальний фільм режисера Сергія Проскурні, що вийшов 2014 року з нагоди відзначення 200-річчя від дня народження Тараса Шевченка

## Передісторія створення
У серпні-жовтні 2013 року Державне агентство України з питань кіно провело конкурсний відбір неігрових проєктів, присвячених життю та творчості Тараса Шевченка, в результаті якого фільм «Тарас Шевченко. IDентифікація» було включено до Програми виробництва та розповсюдження фільмів на 2013—2014 роки.

## Знімальний процес
Першим знімальним днем стало 7 листопада 2013 року, коли на подвір'ї скульптурних майстерень Національної спілки художників України для створення портрета Шевченка було вивантажено скульптурну глину.
Надалі, крім Києва, зйомки фільму відбувалися у Карпатах, у степах Бессарабії, у копанках Донбасу, у Чорнобильській зоні відчуження, у кабінеті Зигмунда Фройда у Відні, на Таймс-сквер у Нью-Йорку та на Черкащині.
Сергій Проскурня так прокоментував актуальність цього документального фільму:

| Чим ближче ми до 200-річчя Тараса Григоровича Шевченка, тим актуальнішою стає і все вище виростає проблема ідентифікації Поета, Художника, Артиста у багатомірності цього значення. Існує декілька канонів Великого Кобзаря. Сьогодні не можна визначити, який з них найбільш вбивчий для явища на ймення Тарас – чи радянський, чи новітньо-попсовий[4]… |

## Сюжет
Повідомляється, що це

| стрічка про народні уявлення образу Тараса Шевченка, в яких простий український люд ідентифікував поета з легендарними героями та міфологічними постатями[7]… |
Усього у фільмі п'ять сюжетних ліній. Однією із сюжетних ліній стала робота скульптора Тараса Цюпи над портретом Тараса Шевченка.

## Прем'єра
Прем'єра фільму відбулась о 19 годині 9 березня 2014 року в рамках фестивалю «Доба Шевченка» та проєкту «Шевченко[mania]» в «Мистецькому арсеналі». О 22:15 того ж дня фільм було презентовано на Майдані Незалежності в рамках Шевченкового віче.